# Oreste Da Molin

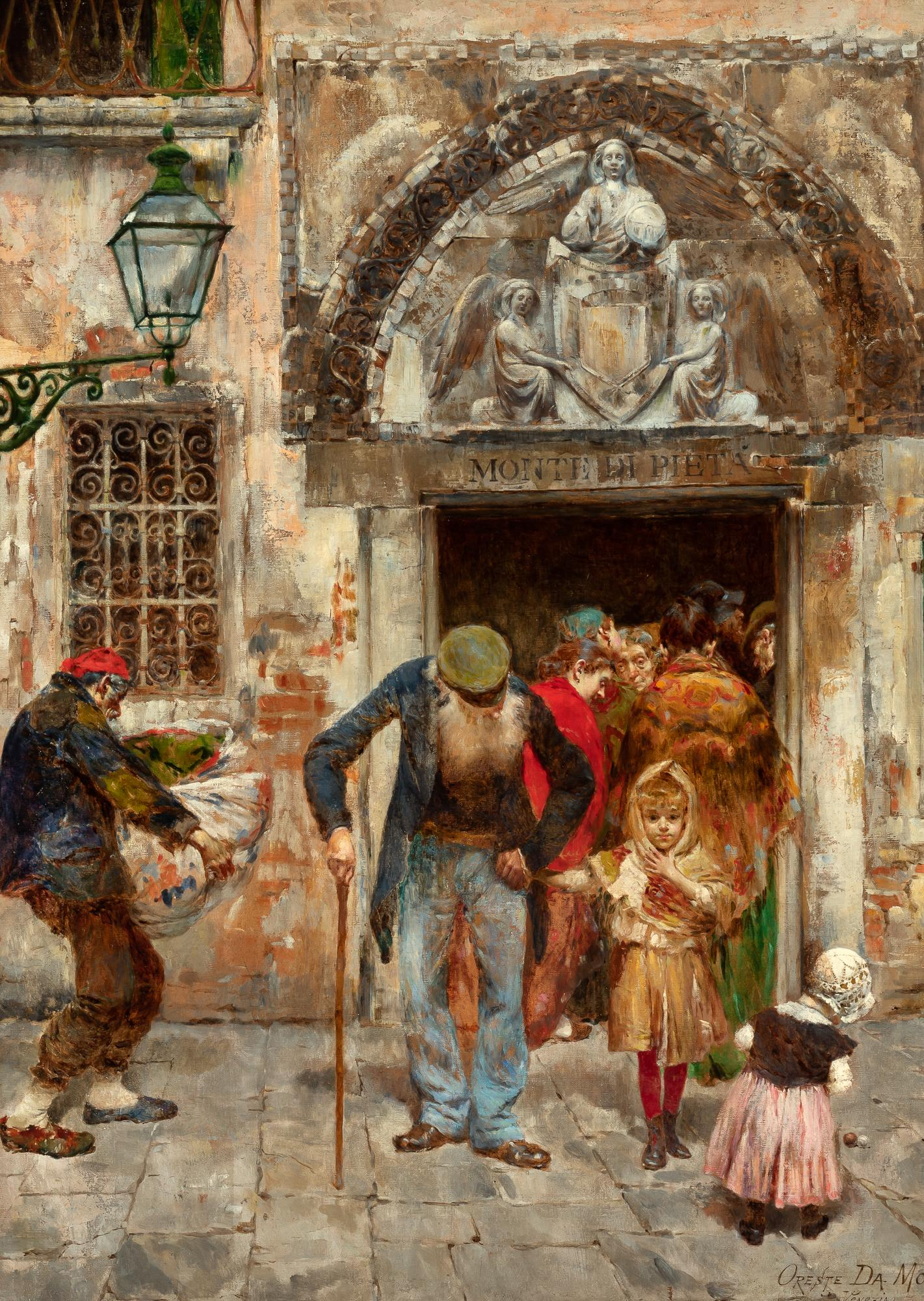
Al Monte di Pietà (1891)

Oreste Da Molin (Piove di Sacco, 19 maggio 1856 – Piove di Sacco, 19 dicembre 1921) è stato un pittore italiano.

## Biografia
Dopo aver frequentato la scuola d'arte di Piove di Sacco, nel 1873 si iscrisse all'Accademia di belle arti di Venezia, dove ebbe come insegnanti Antonio Dal Zotto e Pompeo Marino Molmenti.
Nel periodo dell'Accademia si recò a Napoli per studiare presso il maestro Domenico Morelli.
Una volta diplomato gli venne assegnato uno studio all'interno dell'Accademia.
Nel 1880 espose a Trieste La famegia Galeto; nel 1881 partecipò all'Esposizione nazionale di Milano con I pittori xe tuti mati e L'ultimo ricordo di famiglia, e alla Mostra d'arte antica e moderna di Venezia con il dipinto Una partita a tressette. Nel 1882 partecipò per la prima volta al Salon di Parigi e nel 1883 all'Esposizione di belle arti di Roma con La bona fia.
Nel 1887 partecipò all'Esposizione nazionale artistica di Venezia con Tristitia e con il dittico Mal nutriti e Ben nutriti; nel 1891 alla Prima esposizione triennale di Brera con la tela Al Monte di Pietà: «[...] tutto ha un'impronta veneziana così spiccata che è impossibile trovare un quadro più veneziano di questo, più caratteristico della classe povera di Venezia».
Alla I Esposizione internazionale d'arte di Venezia del 1895 presentò il dipinto Diurnisti a due lire; nel Catalogo dell'Esposizione, Da Molin era così segnalato: «Nota peculiare di questo artista è la satira sociale».
Nel 1896, alla Prima Esposizione triennale di Torino, presentò Scrivano d'affari di Stato e barbieri, acquistato dal Duca d'Aosta; secondo il cronista de La Stampa: «Il quadro rappresenta il portico del Palazzo Ducale di Venezia nel secolo scorso, quando era giornalmente occupato dai "Paglietta", o scrivani pubblici, e dai barbieri ambulanti. Il Da Molin ha studiato con amore i costumi del secolo delle parrucche e con studio non facile li rende su quella tela che riesce interessante».
Alla II Esposizione internazionale d'arte di Venezia del 1897 presentò il dipinto Angoscia (durante l'operazione d'una persona cara), acquistato da re Umberto I che lo donò al comune di Venezia: «fedele a quel suo sguardo che indagava il mondo circostante sempre dal punto di vista dei più poveri ed umili».
Mentre nel 1901 Da Molin non veniva selezionato per la IV Biennale Arte di Venezia, il dipinto Soli al mondo nel 1902 vinse la medaglia d'argento all'Esposizione internazionale di Pietroburgo, nel 1903 la menzione speciale al Salon di Parigi e nel 1904 venne presentato all'Esposizione internazionale di Monaco di Baviera.
Sempre nel 1904 il dipinto Mal nutriti venne premiato con la medaglia di bronzo all'Esposizione universale di Saint Louis.
Nel 1907 fu accolto nell'Union international des Beaux-Arts et des Lettres di Parigi su proposta di Jerome Maësse.
Il dipinto Gli uomini sono... fu premiato nel 1912 con la medaglia d'oro per la migliore opera assegnata dal Ministro della pubblica istruzione in occasione della Terza esposizione d'arte di Rimini.
Trattò anche l'argomento religioso con Il processo dei martiri gorgomiensi e L'esecuzione dei martiri gorgomiensi, bozzetti per due affreschi destinati alla cappella del Sacro Cuore nella Basilica del Santo a Padova; gli affreschi non furono mai realizzati perché ritenuti non adatti dai dirigenti della Veneranda Arca di Sant'Antonio.
Nel 1920 suo figlio Ettore organizzò un'ampia retrospettiva (centocinquanta opere tra quadri, pastelli, disegni) a Piove di Sacco, sua città natale e di residenza.